# Тельжанов, Мухамедханафия Тимирболатович
Мухамедханафия Тимирбулатович Тельжанов (1 мая 1927, аул Байтуяк, Сибирский край, СССР — 30 сентября 2013, Алматы, Казахстан) — советский, казахский художник-живописец, педагог, общественный деятель. Народный художник СССР (1978).

## Биография
Родился 1 мая 1927 году в ауле Байтуяк (ныне Таврический район, Омская область, Россия) (по другим источникам — в с. Толбухино, ныне Тельжан Уалихановского района Северо-Казахстанской области Казахстана или в Омске). Происходит из рода тарышы племени керей Среднего жуза.
С 10 лет занимался в Ленинграде, в художественной школе «Юных Дарований» при Ленинградском институте живописи, скульптуры и архитектуры, но был отчислен в связи с арестом его отца Темир-Булата Тельжанова, редактора ряда казахстанских газет, слушателя Института красной профессуры, который был репрессирован и расстрелян НКВД в 1939 году ].
С началом войны был эвакуирован в село Колково Кировской области, мать Жамал погибла в блокадном Ленинграде. В 1943 году добился возвращения в Казахстан, где в 1947 году окончил Казахское государственное театрально-художественное училище в Алма-Ате (педагог Л. П. Леонтьев). Затем поехал в Ленинград и в 1954 году окончил Институт живописи, скульптуры и архитектуры имени И. Е. Репина в мастерской М. И. Авилова. Дипломная работа — картина «Амангельды Иманов» (1953). Вернулся в Алма-Ату.
С 1953 по 1958 год работал преподавателем Алматинского театрально-художественного училища.
В 1954 году его кандидатура в члены правления Союза художников Казахстана была отклонена партийными функционерами на основании того, что он якобы был «сыном врага народа». Уехал в горы Джунгарского Алатау, стал писать картины на природе, включая известную «Жамал», посвящённую матери. «Горный» период стал переломным в жизни художника. Одна за другой стали появляться картины, составившие славу казахстанского изобразительного искусства – «Впервые» (1954), «Жамал», «Бабушка Амина», «Звуки домбры», «Смена» (1955), «На земле дедов» (Атамекен), «Казахстан в 1918 году» (1958), «В солнечном краю», «Кокпар» (1960), «Мирные огни» (1961), «Наказ Ильича», «Чабаны», (1962), «Тишина» (1964), «Охота с беркутом» (1965), «Совет», «Кыз-куу» (1966), триптихи «Начало» (1967), «Октябрь», «Поток», «Искра», «Запевала» (1970), «Счастливые», «Люди Боз-Арала» (1978) и многие другие.
В 1958 году добился реабилитации отца.
С 1973 по 1986 год — директор Казахской картинной галереи (ныне Государственный музей искусств Казахстана имени А. Кастеева).
С 1978 года работал преподавателем в Алма-Атинском государственном театрально-художественном институте: в 1978—1993 годах — заведующий кафедрой изящных искусств, в 1993—2000 — заведующий кафедрой академической живописи, с 2000 — Казахская национальная академия искусств им. Т. Жургенова. Профессор с 1981 года. Творчество художника получило широкое международное признание, он приглашался в качестве педагога в Академию искусств Кубы и в Синьцзянский институт искусств (Китай).

 «Картины Канафии Тельжанова – это могучие, красивые песни о родном Казахстане, о великой борьбе народа за светлое прекрасное будущее»
 – народный художник СССР, академик Академии художеств СССР Урал Тансыкбаев.
Член-корреспондент АХ СССР (1967). Член Союза художников СССР, член Правления и Секретарь Правления Союза художников СССР (1964—1986). В 1964—1968 годах был председателем правления СХ Казахской ССР.
Действительный член НАН Казахстана (2003). Почётный академик Международной академии наук Высшей Школы (1995). Профессор ВАК при СМ СССР (1981).
Депутат Верховного Совета Казахской ССР VI—VII созывов (1963—1971). Член ЦК КП Казахстана (1966—1971). Член Комитета по Ленинским премиям в области литературы и искусства при СМ СССР (1964—1970), член коллегии Министерства культуры Казахской ССР. Свыше двадцати лет был членом комиссии по Государственным премиям Казахской ССР в области литературы, искусства и архитектуры при Правительстве Казахской ССР и многих других комиссий Советов и совещаний.
Умер 30 сентября 2013 года в Алма-Ате. Похоронен на Кенсайском кладбище.

## Известные работы

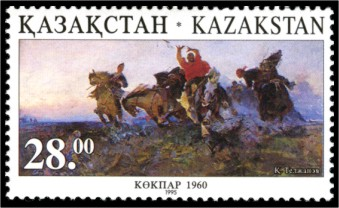
Почтовая марка Казахстана 1995 года с изображением картины Канафии Тельжанова «Кокпар» (1960)

- «Жамал» (1955), Государственная Третьяковская галерея, Москва
- «Мирные огни» (1961), Государственная Третьяковская галерея
- «Звуки домбры» (1958), Государственный музей искусств Казахстана имени А. Кастеева, Алматы
- «На земле дедов» (Атамекен, 1958), Государственный музей искусств Казахстана имени А. Кастеева
- «Кокпар» (1960), Государственный музей искусств Казахстана имени А. Кастеева
- «Тишина» (1964), Государственный музей искусств Казахстана имени А. Кастеева
- «Приезд агитатора на джайляу» и «Юные», Костанайский областной историко-краеведческий музей [6]

## Награды и звания
- Орден Отечества (2005)[7]
- Орден «Парасат» (1998)[8]
- Народный художник СССР (1978)
- Серебряная медаль им. М. Б. Грекова (1968)
- Премия ССР им. Ч. Валиханова (1967)
- Народный художник Казахской ССР (1963)
- Заслуженный деятель искусств Казахской ССР (1961)
- Орден «Знак Почёта» (3 января 1959) — за выдающиеся заслуги в развитии казахского искусства и литературы и в связи с декадой казахского искусства и литературы в гор. Москве
- Орден Дружбы народов
- Орден Трудового Красного Знамени
- Медаль «Ветеран труда»
- Медаль «В ознаменование 100-летия со дня рождения Владимира Ильича Ленина»
- Медаль «За освоение целинных земель»
- Медаль Астана